# David Cooper (Eishockeyspieler)
David Cooper (* 2. November 1973 in Ottawa, Ontario) ist ein ehemaliger kanadischer Eishockeyspieler, der drei Spielzeiten in der National Hockey League und drei in der Deutschen Eishockey Liga verbracht hat.

## Karriere
David Cooper begann seine Karriere 1988 in der Alberta Junior Hockey League bei den Edmonton Mets. Von 1989 bis 1993 spielte er in der Western Hockey League für die Medicine Hat Tigers. Hier konnte der Linksschütze seine Punkteausbeute von Jahr zu Jahr steigern und wurde zweimal offensivstärkster Verteidiger seines Teams. So wurde Cooper beim NHL Entry Draft 1992 von den Buffalo Sabres in der ersten Runde an elfter Stelle ausgewählt.
Sein Profidebüt gab er 1993 in den Playoffs der American Hockey League für die Rochester Americans. Auch in den folgenden drei Spielzeiten ging Cooper für das Farmteam der Sabres auf das Eis und absolvierte zusätzlich noch einige Partien in der East Coast Hockey League für die South Carolina Stingrays. 1996 unterschrieb er als Free Agent bei den Toronto Maple Leafs. Hier kam er zu seinem NHL-Debüt und war in zwei Spielzeiten sowohl in der NHL als auch der AHL aktiv. 1998 transferierten ihn die Leafs im Tausch für Ladislav Kohn zu den Calgary Flames. Diese schickten ihn allerdings in die AHL, wo er für die Saint John Flames spielte. Zur Saison 1999/00 wechselte Cooper nach Europa zu den Kassel Huskies in die Deutsche Eishockey Liga. 2000 nahm er wieder ein Angebot der Toronto Maple Leafs an und spielte sowohl in der NHL als auch für die St. John’s Maple Leafs in der AHL.
In der nächsten Saison schloss er sich den Eisbären Berlin an. 2002/03 absolvierte er zehn Partien für SKA Sankt Petersburg. 2003/04 unterschrieb er zum dritten Mal in Deutschland, diesmal bei den Iserlohn Roosters. Das nächste Jahr war er in der italienischen Serie A für den HC Alleghe und den AS Asiago Hockey aktiv. Von 2005 bis 2007 spielte er in Dänemark für die Rødovre Mighty Bulls. Danach verbrachte Cooper noch ein Jahr in Italien bei der SG Pontebba und beendete anschließend seine professionelle Eishockeykarriere.

## Erfolge und Auszeichnungen
- 1992 WHL First All-Star Team
- 1996 Calder-Cup-Gewinn mit den Rochester Americans
- 1998 AHL Second All-Star Team
- 2002 Teilnahme am DEL All-Star Game

## Karrierestatistik
(Legende zur Spielerstatistik: Sp oder GP = absolvierte Spiele; T oder G = erzielte Tore; V oder A = erzielte Assists; Pkt oder Pts = erzielte Scorerpunkte; SM oder PIM = erhaltene Strafminuten; +/− = Plus/Minus-Bilanz; PP = erzielte Überzahltore; SH = erzielte Unterzahltore; GW = erzielte Siegtore; 1 Play-downs/Relegation; Kursiv: Statistik nicht vollständig)